# هنري جي. أولريش الثالث
هنري جي. أولريش الثالث (بالإنجليزية: Henry G. Ulrich III)‏ هو ضابط أمريكي، ولد في 24 فبراير 1993 في Southampton, Pennsylvania ‏ في الولايات المتحدة.